# Derambila aetherialis
Derambila aetherialis är en fjärilsart som beskrevs av Butler 1887. Derambila aetherialis ingår i släktet Derambila och familjen mätare. Inga underarter finns listade i Catalogue of Life.